# Big Noyd
Big Noyd, pseudonimo di Tajuan Perry (Queensbridge, 7 maggio 1975), è un rapper statunitense.
È legato al gruppo hip-hop dei Mobb Deep e appare in tutti i sette album del gruppo. Ha origini portoricane e afro-americane.

## Biografia
Il debutto di Big Noyd fu la sua strofa su "Stomp 'Em Out" dall'album di debutto dei Mobb Deep Juvenile Hell, uscito nel 1993, ma fu nel 1995, su un altro album dei Mobb Deep, The Infamous, che Big Noyd ottenne l'attenzione che meritava. All'interno dell'album Noyd rappava in "Give Up The Goods (Just Step)". Fu l'inizio della seconda strofa di questa canzone:  Yo, it's the r-a-double-p-e-r n-o-y-d, niggas can't fuck with me! a fargli ottenere il suo primo contratto discografico, per 300,000 dollari.
Il suo album di debutto, Episodes of a Hustla, esce nel  1996 per Tommy Boy Records. A causa del fatto che, in quel periodo, Big Noyd stava scontando un periodo di detenzione, non ebbe pieno controllo sull'album, che uscì con solamente undici canzoni. Nonostante ciò, l'album fu apprezzato dal pubblico. Nel 2003, Big Noyd ritornò con il suo secondo album, Only the Strong. Questo album, come il suo album di debutto, conteneva molte collaborazioni con i Mobb Deep, ma questo aspetto fu positivo per quegli ascoltatori che ancora dovevano conoscere la musica di Big Noyd. Noyd attribuisce lo scarso successo di vendita alla bancarotta della Landspeed Records (che divenne Traffic Entertainment Group), subito dopo l'uscita dell'album. Nel 2004, Big Noyd fece uscire il suo terzo album, On the Grind, anche questo con molte apparizioni di artisti legati ai Mobb Deep. L'album uscì sotto l'etichetta indipendente Monopolee Records, il che aiutò Noyd ad avere il pieno controllo sul proprio lavoro, prevenendo i problemi che aveva precedentemente avuto con Tommy Boy Records e Landspeed Records.
Nel 2004, Big Noyd ebbe il ruolo principale nel film dei Mobb Deep Murda Muzik The Movie, recitando la parte di un giovane emcee emergente chiamato Fresh.

## Discografia

### Album in studio
- 1996 - Episodes of a Hustla (Tommy Boy Records)
- 2003 - Only the Strong (Landspeed Records)
- 2005 - On the Grind (Monopolee Records)
- 2006 - The Stick Up Kid (Traffic Entertainment Group)
- 2008 - Illustrious (Koch Records)
- 2008 - Street Kings (Noyd Inc.)
- 2010 - Queens Chronicle (Noyd Inc.)